# 马西米利亚诺·费雷蒂
马西米利亚诺·费雷蒂（義大利語：Massimiliano Ferretti，1966年6月22日—），意大利水球运动员。他曾代表意大利参加1988年和1992年夏季奥林匹克运动会水球比赛，其中1992年奥运会收获一枚金牌。